# Джим Парсонс
Джим Па́рсонс (англ. Jim Parsons; нар. 24 березня 1973, Х'юстон) — американський актор, повне ім'я — Джеймс Джозеф Парсонс, відомий завдяки ролі доктора Шелдона Купера в комедійному серіалі «Теорія великого вибуху»

## Біографія
Народився і виріс в Х'юстоні, штат Техас. Його мама була вчителькою молодших класів, батько мав власний бізнес (він загинув потрапивши в аварію у 2001). Молодша сестра Джима також стала вчителькою.
Після того, як у 6 років Джим зіграв роль пташки Кола-Кола у шкільній виставі «Історія просто так», він вирішив стати актором. Закінчив середню школу в 1991 році. Після школи Джим Парсонс вступив до університету Х'юстона, де продовжив грати: за три роки навчання він зіграв у 17 виставах. Джим також став одним із засновників місцевої театральної компанії. В 1999 він вступив до університету Сан-Дієґо і став одним із семи студентів, прийнятих на спеціальну дворічну класичну театральну компанію. Парсонсу подобалося вчитися, пізніше він зізнався, що якби це було можливо, він би захистив докторську по театральному мистецтву. У 2001 закінчивши навчання Джим переїхав в Нью-Йорк в пошуках роботи.
Джим Парсонс живе в Лос-Анджелесі. Захоплюється грою на піаніно, любить дивитися спорт, особливо теніс, бейсбол та баскетбол.
У 2012 році газета «Нью-Йорк таймс» заявила про гомосексуальну орієнтацію Джима, розповівши, що він протягом десяти років знаходився у стосунках з чоловіком. У 2015 році Парсонс розповів про свій раптовий камінг-аут та про те, як познайомився зі своїм партнером Тоддом Співаком у 2012 році. 13 травня 2017 року вони одружились в Нью-Йорку.

## Фільмографія
| Рік       |    | Українська назва                               | Оригінальна назва                               | Роль                      |
| --------- | -- | ---------------------------------------------- | ----------------------------------------------- | ------------------------- |
| 2002      | с  | Ед                                             | Ed                                              | Чет                       |
| 2003      | ф  | Хеппі-енд                                      | Nowhere to Go But Up                            | кастинг помічник          |
| 2004      | тф | Чому Блітт?                                    | Why Blitt?                                      |                           |
| 2004      | тф | Смак                                           | Taste                                           | Кріс                      |
| 2004      | ф  | Країна садів                                   | Garden State                                    | Тім                       |
| 2005      | ф  | Висоти                                         | Heights                                         | Олівер                    |
| 2005      | ф  | Велике нове диво                               | The Great New Wonderful                         | Джастін                   |
| 2004—2005 | с  | Справедлива Емі                                | Judging Amy                                     | Роб Голбрук               |
| 2005      | кф |                                                | The King's Inn                                  | Сідней                    |
| 2006      | ф  | 10 кроків до успіху                            | 10 Items or Less                                | реєстратор                |
| 2006      | ф  | Школа негідників                               | School for Scoundrels                           | однокласник               |
| 2007—2019 | с  | Теорія великого вибуху                         | The Big Bang Theory                             | Шелдон Купер              |
| 2007      | ф  | На дорозі з Іудою                              | On the Road with Judas                          | Джиммі Пі                 |
| 2007      | ф  | Садівник Едему                                 | Gardener of Eden                                | Спім                      |
| 2009—2012 | мс | Гріфіни                                        | Family Guy                                      | Гей-джекер / Шелдон Купер |
| 2010      | мс | Гленн Мартін                                   | Glenn Martin DDS                                | Дрейвен                   |
| 2010      | с  | Вулиця Сезам                                   | Sesame Street                                   | Джим Парсонс              |
| 2010      | вг | Marvel Super Hero Squad: The Infinity Gauntlet | Marvel Super Hero Squad: The Infinity Gauntlet  | Кошмар                    |
| 2011      | ф  | Великий рік                                    | The Big Year                                    | Крейн                     |
| 2011      | ф  | Маппети                                        | The Muppets                                     | Людина Волтер             |
| 2011      | с  | ICarly                                         | iCarly                                          | Калеб                     |
| 2011      | с  | Еврика                                         | Eureka                                          | Карл джип                 |
| 2011      | мс | Загін супергероїв                              | The Super Hero Squad Show                       | Кошмар                    |
| 2011      | мс | Цуценята з притулку № 17                       | Pound Puppies                                   | Мілтон Фелтвейдл          |
| 2012      | мс |                                                | The High Fructose Adventures of Annoying Orange | Генрі Яблучне пюре        |
| 2012      | мс | Кік Буковський: Розбишака з передмістя         | Kick Buttowski: Suburban Daredevil              | Джок Вайлдер              |
| 2012      | ф  |                                                | Sunset Stories                                  | Принц                     |
| 2014      | ф  | Хотів би я бути тут                            | Wish I Was Here                                 | Пол                       |
| 2014      | тф | Звичайне серце                                 | The Normal Heart                                | Томмі Ботрайт             |
| 2014      | мф |                                                | Elf: Buddy's Musical Christmas                  | Бадді                     |
| 2015      | мф | Нарешті вдома                                  | Home                                            | О                         |
| 2015      | ф  | Бачення                                        | Visions                                         | доктор Метісон            |
| 2016      | ф  | Приховані фігури                               | Hidden Figures                                  | Пол Стеффорд              |
| 2017      | с  | Юний Шелдон                                    | Young Sheldon                                   | оповідач                  |
| 2018      | ф  |                                                | A Kid Like Jake                                 | Грег                      |
| 2019      | ф  | Звабливий, Поганий, Злий                       | Extremely Wicked, Shockingly Evil and Vile      | Ларрі Сімпсон             |
| 2020      | с  | Голлівуд                                       | Hollywood                                       | Генрі Вілсон              |
| 2020      | ф  | Хлопці в гурті                                 | The Boys in the Band                            | Майкл                     |